# Тромостовје
Тромостовје је сет три моста на Прешерновом тргу у центру Љубљане на реци Љубљаници. Два моста су намењена пешацима а један је био намењен возилима. Повезује Прешернов трг и Стритарјеву улицу.

## Историја
Положај где данас стоји Тромостовје је био намењен преласку реке већ у раној историји. 1280. на том месту поменут је Стари мост, који је био први мост у Љубљани после антиког доба. 1657. је тај мост изгорео у пожару и замењен је новим, такође дрвеним мостом. На њему су биле бараке за трговину, а у средини је стајао крст. Дрвени мост је био преопасан за промет, па су 1842. на његовом месту сазидали камени Шпиталски мост, рад архитекте Ђованија Пикоја (итал. Giovanni Picco). Њега су званично назвали Францев мост, по тадашњем аустријанскоме надвојводи Францу Карлу.
Након великог земљотреса 1895, којег је мост добро поднео, доградили су са обе стране два мања моста намењена пешацима. Тако је по плану Јожета Плечника настао сет од три мостова у ширини око 20 метара, који се данас зову Тромостовје.
Мост је реновиран 1992.